# زباباوات الفيل المنقارية
زباباوات الفيل المنقارية (الاسم العلمي: Rhynchocyoninae) هي أسرة من الثدييات تتبع فصيلة زبابات الفيل من رتبة زبابيات الفيل.

## أجناس
- زبابة الفيل المنقارية